# AstraZeneca
AstraZeneca Plc. — шведсько-британська фармацевтична компанія. Зареєстрована в Лондоні, Велика Британія. Компанія AstraZeneca Plc була утворена в 1999 р. шляхом злиття шведської Astra AB та британської Zeneca Ltd. Препарати, що випускаються компанією, продаються більш ніж у 100 країнах світу, кількість співробітників перевищує 57 тис. осіб. Виробничі потужності AstraZeneca розташовані у 20 країнах. Обсяг продажів за підсумками 2012 р. склав майже 28 млрд дол.

## Історія

### Історія британського підрозділу
Atlas Chemical Industries була виділена в самостійну компанію від DuPont в 1912.
У 1961 Atlas Chemical поглинає Stuart Pharmaceuticals.
У 1972 Atlas Chemical стає об'єктом поглинання з боку Imperial Chemical Industries. У 1993 фармацевтичне відділення останньої виділяється в самостійну компанію під назвою Zeneca Group plc.

### Історія шведського підрозділу
Astra AB була заснована в 1913 в Седертельє, Швеція. Спочатку штат співробітників компанії налічував 400 лікарів і фармацевтів.
У 1949 компанія розробила місцевий анестетик ксилокаїн.

### Історія об'єднаної компанії
6 квітня 1999 шляхом злиття шведської Astra AB і британською Zeneca Group plc утворилася нова компанія AstraZeneca plc.
У 2006 компанія поглинає Cambridge Antibody Technology.
У 2007 AstraZeneca придбала MedImmune за $15,2 млрд.

## Застосування в Україні
15 лютого 2021 року у Державний експертний центр Міністерства охорони здоров'я України було подано заявку про державну реєстрацію в Україні вакцини Oxford/AstraZeneca проти COVID-19 під зобов'язання для екстреного медичного застосування.
24 лютого 2021 року в Україні розпочалась вакцинація населення від COVID-19 вакциною AstraZeneca. Перше щеплення зробили лікарю-реаніматологу з Черкащини Горенку Євгену Васильовичу.
26 лютого 2021 року заступник міністра охорони здоров'я, головний санітарний лікар України Віктор Ляшко констатував факт перших виявлених ускладнень в Україні від вакцини AstraZeneca. З 1338 вакцинованих осіб виявлено 7 випадків несприятливих наслідків після щеплення вакциною від коронавірусу.
2 березня 2021 року Президент України Володимир Зеленський задля зняття занепокоєння населення України щодо безпеки нової вакцини зробив щеплення препаратом AstraZeneca від коронавірусу, закупленим в Індії.

## Діяльність компанії
«AstraZeneca» розробляє, виробляє і реалізує фармацевтичні препарати для лікування розладів шлунково-кишкового тракту, серцево-судинних, неврологічних і психічних захворювань, протиракові препарати й інші.
Штаб-квартира компанії розташовується в Кембриджі, Британія. Головний науково-дослідний центр розташовується в Седертельє, Швеція. Також компанія має у своєму розпорядженні науково-дослідні центри у США, Великій Британії, Швеції та Індії.
14 червня 2020 року Німеччина, Франція, Італія і Нідерланди підписали угоду з «AstraZeneca» на закупівлю 300 млн доз вакцин від коронавірусу SARS-CoV-2 AZD1222.
У лютому 2021 року виявилося, що вакцина компанії проти коронавірусу менш ефективно може впоратися з новою мутацією вірусу, вперше виявленого в ПАР.